# Жаворонки (печенье)
Жаворо́нки (чибисы, кулики, сороки, сорочьи ушки, чивички, чичивички, чувильки, чивильки, чайки, плюшки, скворечники, грачи, канареечки, чувильна) — восточнославянские весенние обрядовые печенья в форме сидящей или летящей птички, атрибут обряда встречи весны. Чаще всего выпекались на Со́роки (день Сорока Севастийских мучеников) 9 марта (22 марта). Аналогичные печенья, называемые «сроки», выпекались лужицкими сербами в день «Птичьей свадьбы» 25 января.

## История и традиции
Чаще всего «жаворонков» пекли из пресного ржаного теста. Особое значение имел узор, наносимый на крылья и спинки птичек. Ряды частых ямочек и полоски символизировали засеянное поле и борозды пашни
В этот день чтили память Сорока Севастийских мучеников (праздник Сороки, в Церкви отмечается 22 марта по новому стилю). Севастийские мученики — воины, христиане, по преданию, отказались отречься от веры, погибли от рук язычников в битве на ледяном озере. В православной традиции жаворонки — символ молитвы летящей к Богу души.
В разных деревнях жаворонков выпекали по-своему. Обычно сколько в семье человек — столько и было булочек на столе. В жаворонков хозяйки на Руси вкладывали предсказания, монетки.
На птичьих фигурках из теста славяне гадали, жаворонки были настоящим весенним оберегом. Выпекая их, люди праздновали наступление весны, провожали зиму, просили у наступающего года изобилия и радости.
С прилётом жаворонков было связно много обрядов. Круглые кусочки теста хозяйки укладывали в гнезда, верили, что это поможет курицам принести больше яиц. Спрятанное в запечённой птичке кольцо для девушки сулило замужество, монетка обещала достаток в семье, узелок из тряпицы внутри жаворонка — пополнение в семье. Печёные жаворонки были любимой забавой для маленьких детей, обычно с ними и лепили птичек из теста. Потом, по традиции, жаворонков насаживали на палочки, а дети бежали с ними во двор, в поле «зазывать весну».
После трапезы, где каждый съедал своего жаворонка, головы птичек оставляли, а затем бросали их на скотном дворе. Верили, что это поможет животным меньше болеть в новом году. Крошки доставались первым весенним птицам, именно они приносили хорошие новости в дом.

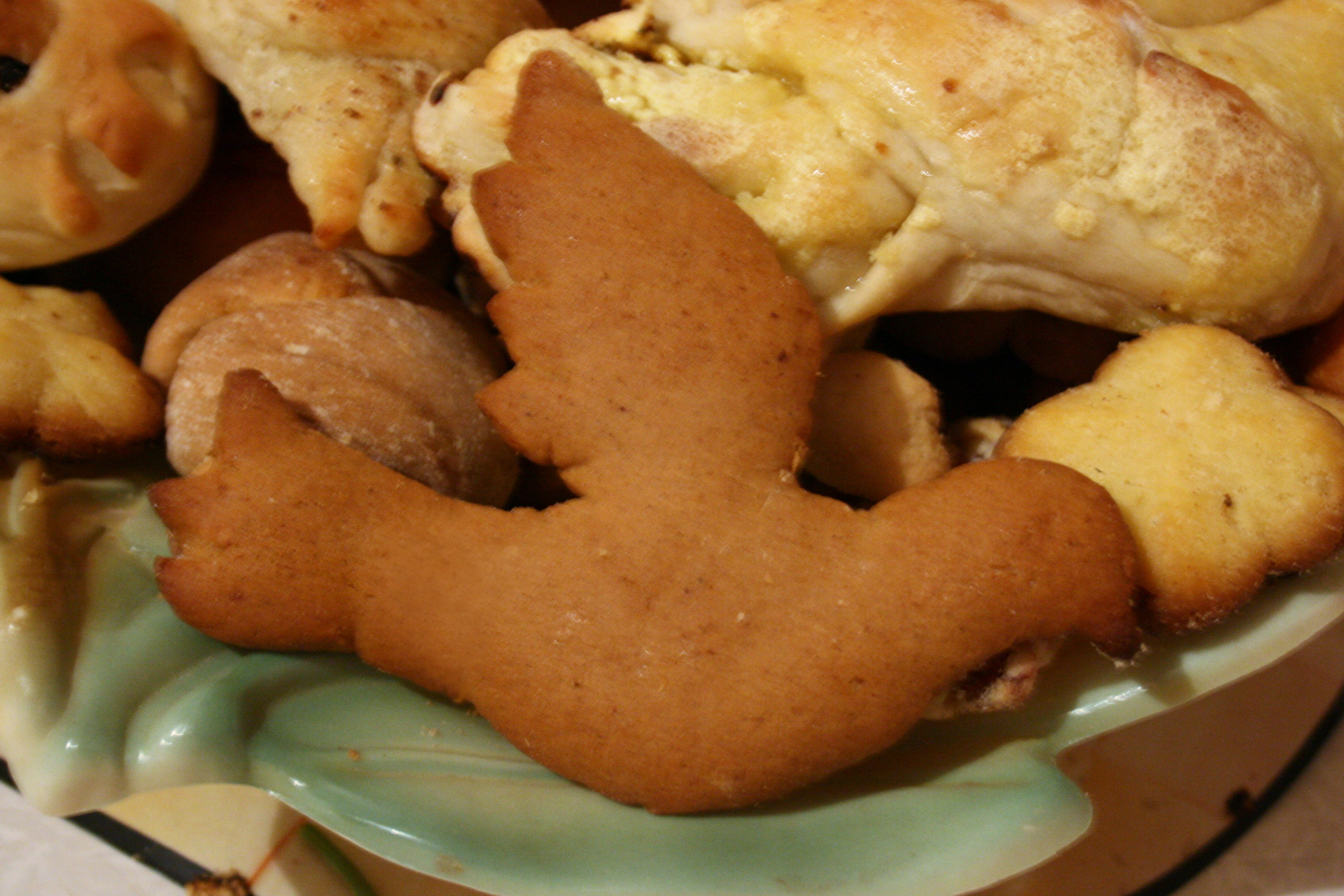
Форма летящего «жаворонка»

В Москве и ещё в некоторых городах России печенье «жаворонки» выпускалось хлебопекарной промышленностью в первой половине марта вплоть до конца 1970-х годов.
Считалось, что в день Сороков «зима должна встретиться с летом» и печенье знаменовало «поворот с зимы на весну. «Жаворонки» были важной особенностью обрядово-поэтической встречи весны. Их старались поднять как можно выше — к небу, к солнцу. Для совершения обряда дети шли в поле или становились на высокий пригорок, подбрасывали их в воздух, ловили. Также могли поместить их на самое высокое место — на ветки деревьев, на крышу сарая, на колья забора. Во время обряда приговаривали короткие песни-заклички:

Жавороночки, прилетите-ка,

Красну весну принесите-ка,

Нам зима-то надоела,

Хлеба с солью много съела —

Соли-то кадушку,

А хлеба краюшку
В этих песнях птицы выступают не только как символ прихода весны, но и как помощники крестьян в их полевых работах.

## В литературе
- Любовь Воронкова — повесть «Девочка из города»
- Юрий Коваль — «Как я съел жаворонка» (рассказ из книги «Весеннее небо»)

## См.также
- Сороки (праздник)
- Тетёры
- Козули
- Мартеница